# Ligne de Neuf-Brisach à Bantzenheim
La ligne de Neuf-Brisach à Bantzenheim est une ligne de chemin de fer du Haut-Rhin. Aujourd'hui la section de Volgelsheim (Neuf-Brisach Gare) à Blodelsheim est déclassée et déposée, seule subsiste la section de Bantzenheim à Blodelsheim.
Elle constitue la ligne n°123 000 du réseau ferré national.
Dans l'ancienne nomenclature de la région Est de la SNCF, elle était numérotée « ligne 32.9 » et désignée en tant que « Ligne Neuf-Brisach - Bantzenheim ».

## Historique
La ligne, longue d'environ 25 km, est construite par le génie militaire allemand au cours de la Première Guerre mondiale. Elle double la ligne Strasbourg - Bâle qui se trouvait à portée des canons de l'artillerie française. Mise en service pour les militaires le 1er août 1917, elle est ouverte au service voyageurs le 1er avril 1923.
Le service voyageurs est fermé le 31 décembre 1945. Le service marchandises de la section Neuf-Brisach (Volgelsheim) - Blodelsheim est fermé le 17 juillet 1967.
La section Neuf-Brisach (Volgelsheim) - Blodelsheim est déclassée le 11 juillet 1994.
La section restante, de Bantzenheim à Blodelsheim, est toujours ouverte au service du fret. Elle est classée en tant que VUTR (Voie unique à trafic restreint). Elle dessert la centrale nucléaire de Fessenheim, avec des circulations très irrégulières.